# 米尼亚卢-博瓦尔
米尼亚卢-博瓦尔（法語：Mignaloux-Beauvoir，法語發音：[miɲalu bovwaʁ]）是法国新阿基坦大区维埃纳省的一个市镇，位于该省中部，属于普瓦捷区。该市镇由米尼亚卢（Mignaloux）和博瓦尔（Beauvoir）两个堂区合并而成。

## 地理
米尼亚卢-博瓦尔（46°32'36"N, 0°24'58"E）面积21.56 平方千米，位于法国新阿基坦大区维埃纳省，该省份为法国中西部省份，北起曼恩-卢瓦尔省和安德尔-卢瓦尔省，西接德塞夫勒省，南至夏朗德省，东南接上维埃纳省，东临安德尔省。
与米尼亚卢-博瓦尔接壤的市镇（或旧市镇、城区）包括：尼约伊莱斯普瓦尔、努阿耶莫佩尔蒂、普瓦捷、圣伯努瓦、圣瑞利安拉尔、萨维尼莱韦斯科、塞夫尔-昂克索蒙。

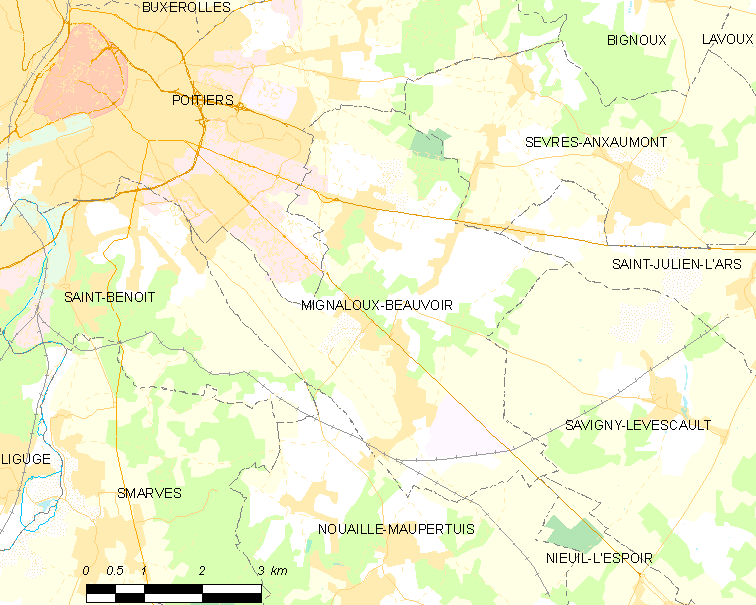
米尼亚卢-博瓦尔的OSM定位图

米尼亚卢-博瓦尔的时区为UTC+01:00、UTC+02:00（夏令时）。

## 行政
米尼亚卢-博瓦尔的邮政编码为86550，INSEE市镇编码为86157。

## 政治
米尼亚卢-博瓦尔所属的省级选区为普瓦捷第四县。

## 人口

1962-2008年间米尼亚卢-博瓦尔人口变化图示

米尼亚卢-博瓦尔于2022年1月1日时的人口数量为5224人。